# Финансов контрол

## Същност на контрола

### Контролът като функция на управлението
Етимологично понятието „контрол“ произлиза от френската дума „controle“, която буквално означава проверка. По същество обаче понятието проверка не се покрива със съдържанието на контрола. Обикновено под проверка се разбира проверяване на нещо, което е част от цялото. Чрез нея се придобива представа за моментното състояние на явленията и процесите. За разлика от проверката, контролът е проверяване на нещо завършено и цяло, с всичките му съставни части. По време и обхват той има неограничено действие.
Контролът, като понятие се използва в икономическата наука, математиката, инженерните науки, медицината и други области на познанието. Предмет на настоящата статия е контролът като функция на управление на икономическите системи.
Управлението, съгласно икономическата теория, е фактор на производството (другите фактори са труд, капитал и земя). То се извършва чрез някои основни функции.
Съществуват различни класификации на функциите на управление. Например:
- „Планиране, организация, командване, координация и контрол"
- „Определяне на стратегията, планиране реализацията на стратегията, организация, мотивация и контрол“.
Общото за всички класификации е, че един от елементите винаги е контролът. Неговото предназначение се представя като „всички действия на мениджъра, с помощта на които той се опитва да осигури съответствието на действителните резултати на планираните“. Контролът не въздейства само върху получените резултати като обратна управленска връзка, а се разглежда като процес.
За контрола на икономическите системи е подходящо да се използва понятието икономически контрол. Но контролът участва основно в управлението на икономическите системи. Затова на него повече съответства наименованието управленски контрол. Въпреки това в практиката е прието понятието финансов контрол. Това е така, защото най-често се проверяват финансовото управление и финансовите показатели на предприятията чрез техните счетоводни системи.

### Основни елементи на управленския контрол
Основните елементи на контролния процес са:.
1. Норма на поведение. Това е решение за параметрите, в които трябва да се развива системата. При нейната оценка контролната функция се насочва към установяване на реалността на избраната норма и възможностите за количествени и качествени измервания.
2. Определяне (прогнозиране) на очакваното състояние. Целта при този елемент е да се определят евентуалните отклонения от нормата на поведение. Това позволява да се вземат превантивни мерки за „ограждане“ на поведението в рамките на допустимите отклонения.
3. Измерване на фактическото състояние. При него се получава представа за крайния резултат. Определят се количествените и стойностните характеристики.
4. Съпоставка на фактическото състояние с нормата на поведение. Той позволява да се установят отклоненията от утвърдената норма. Той предполага не само техническо пресмятане, но и анализ на факторите довели до тези резултати.
5. Регулиране на поведението. Чрез него се обобщават установените отклонения от нормите и определянето на средства и способи за изменения във времето и пространството. Отсъствието на коригираща програма лишава контрола от ефективност.
Освен като функция на управлението контролът се разглежда и като обществено отношение. Той се проявява като въздействие върху поведението на личността или върху група от личности. Това намира израз в изискванията за спазване на общоприети норми на поведение.

### Обект и предмет на управленския контрол
Най-често в практиката обектите на контрола се отъждествяват с предприятията, върху които е насочена контролната дейност. Въпреки това по-правилно е да се твърди, че икономическите системи са обект на контрола.
Предметът изследва една или множество страни на обекта.
Предмет на контрола са качествата на икономическите системи. Те представляват съвкупност от свойства, определящи възможността да се получат определени резултати. Проф. Динев разглежда следните качества на икономическите системи:
1. Надеждност. Това е годността на системата да осъществява целите и задачите при определени условия;
2. Точност. Това качество показва възможността да се осъществяват поставените цели. Характеризира се чрез показател, който определя връзката между нормата и полученият краен резултат.
3. Пропускателна способност. Представлява възможността да се получи даден резултат при предварително определени параметри. Измерва се като отношение на получения на изхода резултат към зададеното на входа състояние.
4. Други обобщаващи качества като интегративна способност (качество, което характеризира възможността на системата за гъвкава промяна към новите условия), акумулираща способност (възможността на системата да концентрира ресурси за постигането на определените цели), параметрично постоянство (устойчиво развитие на системата) и други.
Освен качествата на системите, причините, които водят до отклонения от нормата на поведение също са предмет на контрола. Те са грешки и измами. Грешката е „неправилност в действията и мислите, отклонения от нормата за поведение повече от допустимото“. Измамата е също отклонение от нормата за поведение, но за разлика от грешката, тя е умишлено деяние, извършено с користна цел.

## Принципи и методи на управленския контрол

### Принципи на управленския контрол
Принципите на контрола се разглеждат основно в литературата по одит. Те се дефинират като етични принципи на поведение на одитора. Тяхната класификация се отнася и за теорията на контрола, защото могат да се отнесат и за другите негови форми. В етичния кодекс на професионалните счетоводители се разглеждат почтеност, обективност, професионална компетентност, конфиденциалност и професионално поведение.
1. Почтеността изисква контролиращият орган да не се свързва с изявления, които съдържат съществено погрешна, подвеждаща, неразумно дадена информация, като и пропускане или прикриване на такава.
2. Обективността налага изводите да не се влияят от предубедеността и предразсъдъците, да няма конфликт на интереси и неоправдано влияние.
3. Професионалната компетентност предполага контролиращият орган да притежава професионални знания и умения и да ги поддържа.
4. Конфиденциалността означа да не се оповестяват тайните на контролираните обекти и да не се използва придобитата информация за лична полза.
5. Професионалното поведение задължава да се спазват законите и професионалните стандарти и да се избягват действия, които биха могли да дискредитират професията.
Почти винаги в литературата по контрол независимостта също се посочва като принцип, но тя се постига при спазване на другите принципи.
Освен представените принципи, които се отнасят предимно за одита, са направени опити и за класификация на общите принципи на контрола. Проф. Динев обобщава следните принципи на контрола: независимост (изводите да са резултат само от контролните процедури), законосъобразност и целесъобразност (протичане на контрола в съответствие както с нормативите, така и икономично, ефикасно и ефективно), всеобхватност (прилагане на контрола за всички дейности), целенасоченост (установяване на критичните точки и контролно въздействие преди настъпване на отклоненията), перманентност (обхващане на процесите без прекъсване), системност (изследване на контролираните обекти, като системи), превантивност (въздействие върху условията, които пораждат отклоненията), прогностичност (въздействие върху очакваните промени в условията на околната среда, които пораждат отклоненията), адекватност (съответствие между контрола и организацията, в която той се упражнява), професионализъм и компетентност (притежаване на професионални умения от контролните органи), конфиденциалност (запазване тайните на проверявания обект).

### Методи на управленския контрол
Методите на контрола се разграничават основно на специфични и общи методи. Специфичните методи открояват контрола като отделно научно знание в рамките на икономическите науки. Те са типични единствено за контрола. Общите методи са с универсална приложимост. Те използват опит, знания и умения от управлението, статистиката, математиката и други области на познанието.
Специфичните методи на контрола включват проверка на документи, инвентаризация, справка, анкета, писмени обяснения, експертиза и други.
Проверката на документи представлява изследване на отразената по определен ред информация. Тя включва формална, фактическа и насрещна проверка. Формална проверка има за предмет установяване спазването на нормите за тяхното съставяне и движение. Проверява се присъствието на задължителните реквизити, сроковете за съставяне, изчисленията, изброяването на фактите и т.н. Фактическа проверка се нарича още проверка по същество. Тя се насочва към законосъобразността и целесъобразността на отразените в документите стопански операции. Насрещната проверка се прилага при съмнения относно достоверността на данните. При нея се сравняват документите в издателя и получателя.
Инвентаризацията се изразява в количествено измерване на фактическото състояние на активите и тяхното сравняване с отразеното по документи. Измерването се извършва от материалноотговорните лица под непосредствения контрол на проверяващите. Фактически установените количества се описват в Инвентарни описи, които имат характер на доказателствено средство. Те се сравняват с осчетоводените в счетоводството, въз основа на което се изготвя Сравнителна ведомост. При установени различия се допуска признаване на естествени фири, които се определят въз основа на нормативен акт и компенсиране на липси и излишъци. Компенсирането става само когато има причинно-следствена връзка между липсите и излишъците.
Справката е метод за изследване на едната страна на едно или няколко явления. Тя се използва, когато се изучават явления и процеси, за които липсва специална информация. Изготвя въз основа на първични носители. За да може справката да се използва за целите на контрола трябва да отговоря на определени изисквания. Такива са посочване на целта на справката, периода за който се отнася, количествената и стойностната характеристика, източниците на данни и други.
Анкетата е метод за изясняване на всички страни на една или няколко явления, които са сравнително малки по обем. За провеждане на анкета се съставя анкетен лист (въпросник). Чрез въпросите, включени в анкетата се извършва цялостно изучаване на контролираните обекти.
С писмените обяснения се цели доизясняване на определени факти и мотивите за определен резултат. Чрез тях се разкрива личното отношение към собствени действия и към действията на други лица. Установяват се причинно-следствените връзки. В теорията на одита се разглеждат запитването и потвърждението, които имат общи черти с писмените обяснения. Те представляват търсене и получаване на информация както от вътрешни, така и от външни лица. Използват се при одитиране на вземания, задължения, банкови кредити и други.
Експертизата е метод за изясняване на проблеми, които не са в компетентността на контролните органи. Тя се извършва от висококвалифицирани специалисти в съответната област. Важно е да се отбележи, че контролният орган не е длъжен да приеме решението на експерта.
В общите методи на контрола се включват всички методи от други науки, които намират приложение в контрола. Най-много се използват методите за анализ, вкл. и статистически анализ. Такива са сравненията, методът на детайлизация, анализът на коефициенти, тестовете на разумност, методът на верижното заместване, регресионният анализ и други.

## Видове и форми на управленския контрол
В литературата по контрол съществуват различни критерии за неговата класификация. Най-разпространената е според принадлежността на контролните органи. По този критерий те биват вътрешни и външни. Вътрешен е контролът, при който субектът и обектът са в непосредствена близост или са в една и съща система. Външен е контролът, при който субектът и обектът на контрола са в различни системи. Той се характеризира с отдалеченост на обекта и субекта.
В зависимост от специфичните особености на обекта и методите, които се използват се разграничават документален и материален (фактически) контрол. Документален е контролът върху счетоводната документация и счетоводните записвания. Материален е контролът върху фактическото състояние. При него се търсят разликите между налични количества и отразените в документите.
В зависимост от спецификата на контролните функции се срещат финансов (счетоводен) и управленски (административен) контрол. Счетоводният контрол се упражнява върху надеждността на финансовите отчети и опазването на активите. Управленският контрол е върху спазването на нормите на организацията. При него се проверява за целесъобразност: икономичност, ефективност и ефикасност. Тези показатели са от изключително значение за контрола. Икономичността представлява придобиването с най-малки разходи за ресурси, използвани за дейността при спазване н изискванията за качество. Ефективността се определя като степента на постигане на целите при съпоставяне на действителните и очакваните резултати. Ефикасност означава постигането на максимални резултати от използваните ресурси при осъществяване на дейността.
Формата е начинът на организиране на контролната дейност. Съществуват основни и конкретни форми на контрола. Критерий за определяне на основните форми е времето. По този признак се разграничават предварителен, текущ и последващ контрол.
Предварителният контрол се проявява при подготовка на процесите, при създаване на условията за постигане на целите. Той има значение главно за предотвратяване на негативните явления. При него има най-голяма степен на превантивност. Формите за упражняването на предварителния контрол са предупреждение (чрез създаване на контролни органи), проверка на бюджети, предприемане на инициативи за изменение на нормите и т.н.
Текущият контрол се осъществява едновременно с протичащата дейност. Той се характеризира с пълнота, изчерпателност, постоянност и оперативност. При него се проверява цялата дейност. Целта е да се спре отрицателното развитие на процесите в контролираната система. В този смисъл той също има превантивни функции. Характеристиките на текущия контрол дават основание да се твърди, че той е присъщ за вътрешния управленски контрол.
Последващият контрол е контролът след събитието, когато процесите са завършени и резултатите са получени. Той се характеризира с констативност и периодичност. Въпреки това при него също има превантивност. Той действа предупредително по отношение на бъдещи отклонения от нормите.
Основните форми на контрола се реализират чрез неговите конкретни форми. В теорията и практиката се срещат проверка, надзор, инспекция, ревизия и одит.
Проверката е както самостоятелна форма на контрола така и част от другите конкретни форми. Чрез нея се констатират факти, които имат отношение към спазването на нормата. В резултат на извършената проверка се установява съответствие или отклонение от нормата на поведение. Тя се извършва след получаване на резултатите. В този смисъл представлява последващ контрол.
Инспекцията и надзорът се използват като синоними. Понятието инспекция произлиза от латинската дума „inspektio“, което в превод означава надзор, преглед, ревизия. Надзорът е външен контрол. При него контролиращият орган е извън системата. Той няма управленски функции. Проверката цели да се установят спазването на законите, а не целесъобразността на стопанските операции.
Понятието ревизия произлиза от латинската дума „revisio“, която буквално означава повторен преглед. В средата на ХХ век. Проф. Добрев определя ревизията като „всяко критично отношение върху извършената работа, от какъвто и да е характер, в смисъл на едно пълно или частично преповторение на същата работа“. В съвременната литература по контрол тя най-често се представя като изчерпателно изследване с цел установяване спазването на нормата. Тя се насочва към миналата дейност. Основава се предимно на документален контрол, но включва и инвентаризация.
Ревизията бива финансова и данъчна. Финансовата ревизия обхваща цялостната финансово-стопанска дейността на предприятието. Данъчната ревизия проверява фактите, имащи значение за данъчното облагане. В съвременната българска практика съществува данъчна ревизия. Финансовата ревизия все повече се замества с понятието финансов одит.
Одит произлиза от думата „audio“, която буквално означава слушам. Той се свързва с периода от средновековието до индустриалната революция, в който счетоводните отчети били изслушвани публично. По време на индустриална революция създаването на големи предприятия е довело до отделянето на собствеността на капитала от неговото управление и до необходимостта от защита на интересите на собствениците от измами и грешки. Именно тогава се появява и организираният одит. През 1844 г. във Великобритания, а след това и в други държави, се приемат първите закони, които уреждат одита на предприятията.
Одитът възниква във финансова-счетоводната дейност. Дълго време този термин се използвал само за изразяване на мнение за финансовите отчети на предприятията. Но вече са широко разпространени и одитът на изпълнението и съответствието. Одитът на изпълнението е известен още като операционен (управленски) одит и се отнася за оценка на икономичността, ефективността и ефикасността. Одитът за съответствие е насочен към „оценката на договори и договорни отношения, данъчните ангажименти, кредитните отношения на фирмата, кадровата политика на фирмата, в т.ч. и управлението на човешките ресурси, т.е. всички действия, свързани с норми и правила, които влияят на крайния резултат в проверявания обект“.
Освен видовете и формите на контрола интерес представляват и подходите за избор на обектите за проверка. Проверката, независимо от формата на контрола, може да бъде изчерпателна и репрезантативна, според това дали контролно въздействие се насочва върху всички, или само определени контролируеми признаци. Независимо дали се упражнява контрол върху цялата дейност, или върху извадка, заключението се отнася за цялата система.

## Организация на финансовия контрол в Република България
Финансовият контрол е важен елемент в системата на управление на предприятията. Всяко управление включва и функцията контрол върху изпълнението на задачите. По-големите предприятия имат самостоятелни отдели за вътрешен контрол и вътрешен одит. Предприятията с определена организационна форма или тези, които надвишават изискванията, определени по нормативен акт, като нетни приходи от продажби, балансова стойност на активите и други, са длъжни да одитират финансовите си отчети.
Вътрешният контрол Архив на оригинала от 2011-11-11 в Wayback Machine. е процес, създаден да осигурява разумна степен на сигурност относно постигането на целите икономичност, ефективност и ефикасност, надеждност на финансовото отчитане и съответствието с приложимите законови разпоредби.
Вътрешният одит има за цел да следи контролните процедури. Той оценява вътрешния контрол и докладва на ръководството за отклоненията от установените норми и правила на поведение.
Одитът на финансовите отчети представлява изразяване на мнение за достоверността във всички съществени аспекти на финансовите отчети на предприятията. С изразеното мнение се повишава доверието в представената информация за финансовото и имущественото състояние на предприятието. Одитът на финансовите отчети се осъществява от дипломирани експерт-счетоводители, които са регистрирани одитори на Института на дипломираните експерт-счетоводители (ИДЕС) в Република България.
Особено важно значение финансовият контрол има в системата на държавното управление. Той включва данъчен (или данъчно-осигурителен) контрол, митнически контрол, държавна финансова инспекция, вътрешен контрол и одит в публичния сектор
Данъчно-осигурителният контрол е функция на държавното управление. Чрез него се акумулират данъците и осигурителните вноски. Институцията, която ги установява и събира е Националната агенция за приходите (НАП) към Министерството на финансите. Органите на НАП извършват данъчни проверки и ревизии по Данъчно-осигурителния процесуален кодекс. НАП събира данъците по Закона за данък върху добавената стойност, Закона за корпоративното подоходно облагане, Закона за данъците върху доходите на физическите и Закона за данък върху застрахователните премии. Осигурителните вноски, за които органите на НАП осъществяват контрол, са по Кодекса за социално осигуряване, Закона за здравното осигуряване и Закона за гарантиране на вземанията на работниците и служителите при несъстоятелност на работодателя и Закона за бюджета на държавното обществено осигуряване за съответната година. Данъците по Закона за акцизите и данъчните складове и данъкът върху добавената стойност при внос на стоки се събират от Агенция Митници към Министерството на финансите. Данъците по Закона за местните данъци и такси се събират от дирекцията за местни данъци и такси към съответната община.
Митническият контрол се осъществява върху внасянето, изнасянето и транзитирането на стоки и събирането на митни сборове. Той се осъществява от Агенция Митници към Министерството на финансите.
Държавната финансова инспекция има за цел да защитава публичните финансови интереси. Тя се осъществява от Агенция за държавна финансова инспекция към Министерството на финансите.
Вътрешният контрол в публичния сектор се осъществява от ръководителите на предприятията, които се разпореждат с публични средства. Нормативният акт, който го регулира е Законът за финансовото управление и контрол в публичния сектор.
Вътрешният одит в публичния сектор се определя като независима и обективна дейност за предоставяне на увереност и консултиране, предназначена да носи полза и подобрява дейността на организацията. Той се осъществява въз основа на Закона за вътрешния одит в публичния сектор.
Външен одит в публичния сектор се осъществява от Сметната палата. Неговата цел е да допринася за доброто управление на бюджетните и другите публични средства, както и да предоставя на Народното събрание надеждна информация за разходването на средствата, съгласно принципите за законосъобразност, ефективност, ефикасност и икономичност и за достоверно счетоводно отчитане. Външния одит в публичния сектор е нормативно регламентиран със Закона за Сметната палата.
Освен в предприятията и държавното управление, финансовият контрол намира широко приложение във финансовия сектор. Той включва надзора на банките, финансовия надзор (надзора на застрахователните и осигурителните предприятия и дружествата с инвестиционна цел), контрола върху изплащането на осигурителни и здравно-осигурителни обезщетения.
Банковият надзор се осъществява от Българската народна банка, която функционира съгласно Закона за Българската народна банка. Финансовият надзор на осигурителните, застрахователните и инвестиционните дружества се осъществява от Комисията за финансов надзор. Тя е специализиран държавен орган съгласно Закона за Комисията за финансов надзор. Друг орган за контрол в Република България е Националният осигурителен институт (НОИ). Той функционира съгласно Кодекса за социално осигуряване и осъществява контрол върху изплащането на осигурителните обезщетения. Контролът върху изплащането на здравно-осигурителните обезщетения се извършва от Националната здравно-осигурителна каса (НЗОК), съгласно Закона за здравното осигуряване.

## Теория на финансовия контрол в Република България
Теоретичните основи на финансовия контрол в Република България са разработени от проф. д-р на ик. науки Михаил Динев – преподавател към катедра Финансов контрол при Университета за национално и световно стопанство.